# Полиция Дании
Полицейская служба Дании (дат. Politiet, гренл. Politiit) — национальная полиция Дании. Она уполномочена обеспечивать соблюдение закона и общественного порядка, а также отвечает за пограничный контроль.

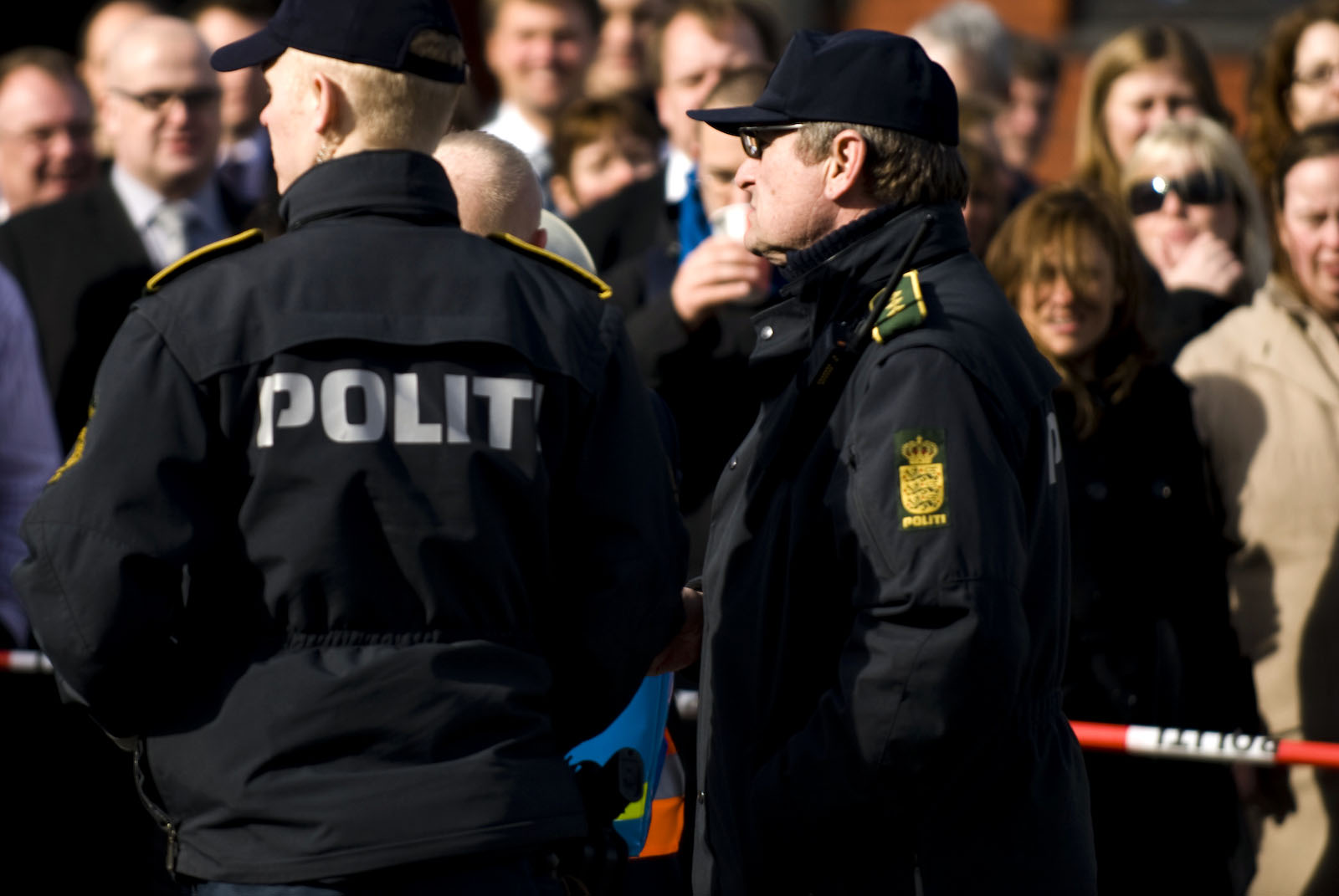
Офицеры полиции в повседневной униформе

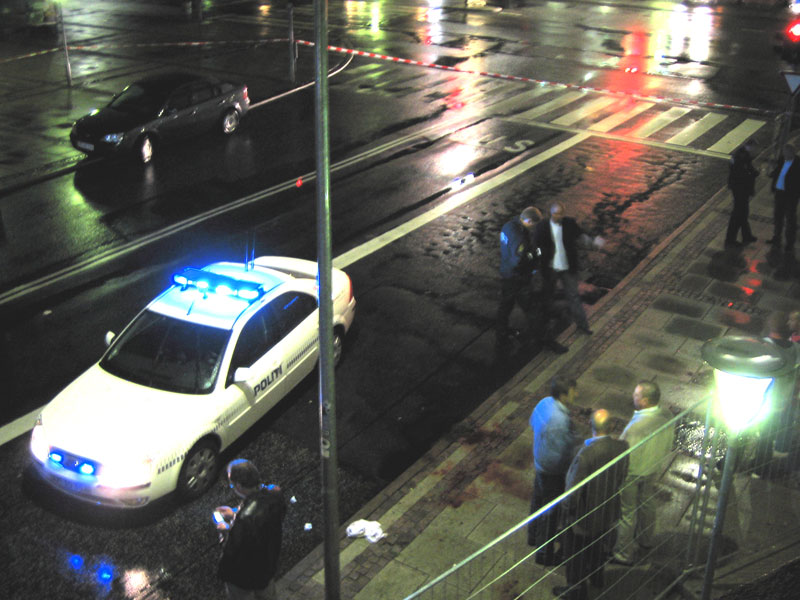
Припаркованный полицейский автомобиль

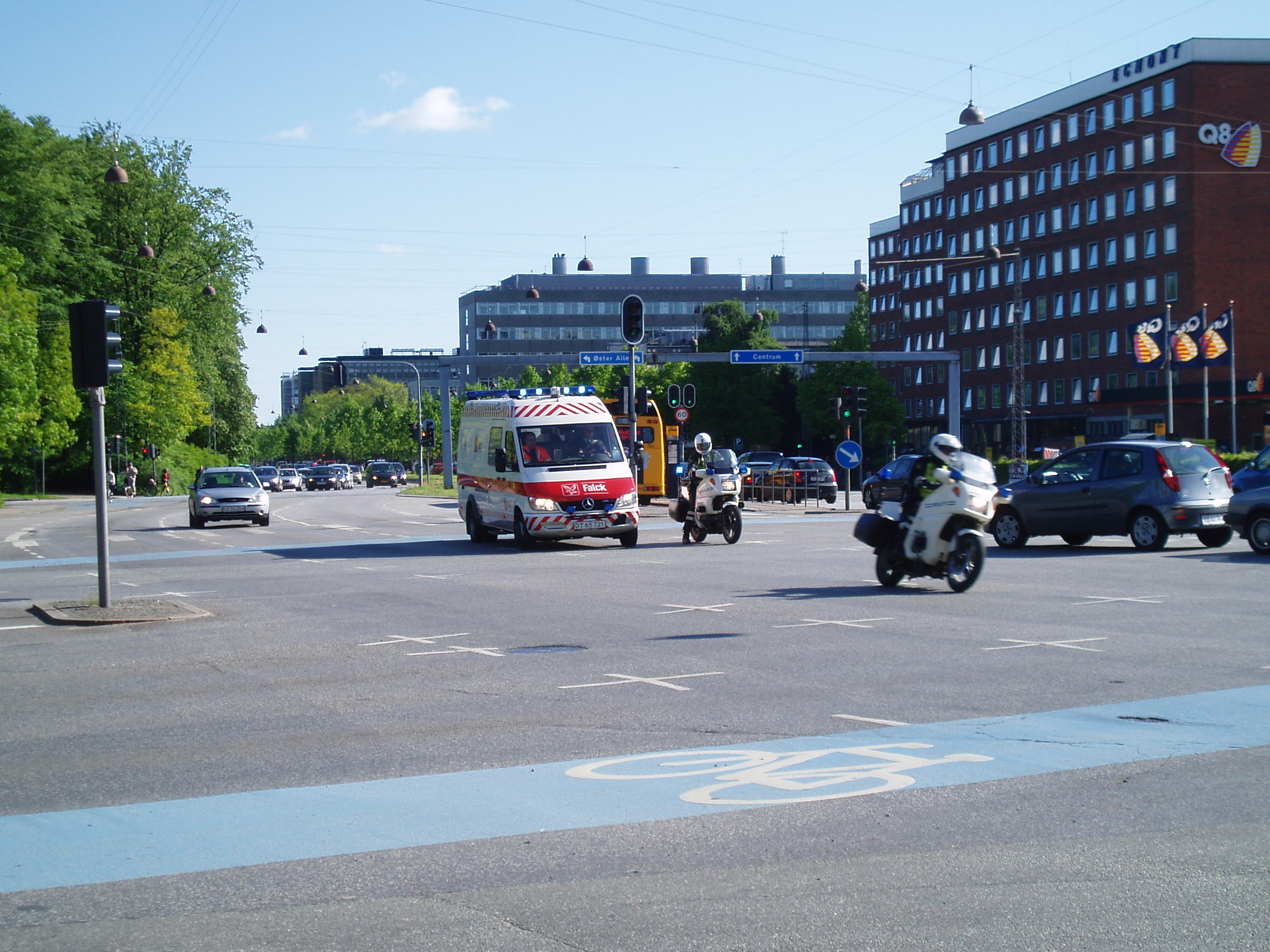
Мотоциклы полиции в сопровождении машины скорой помощи

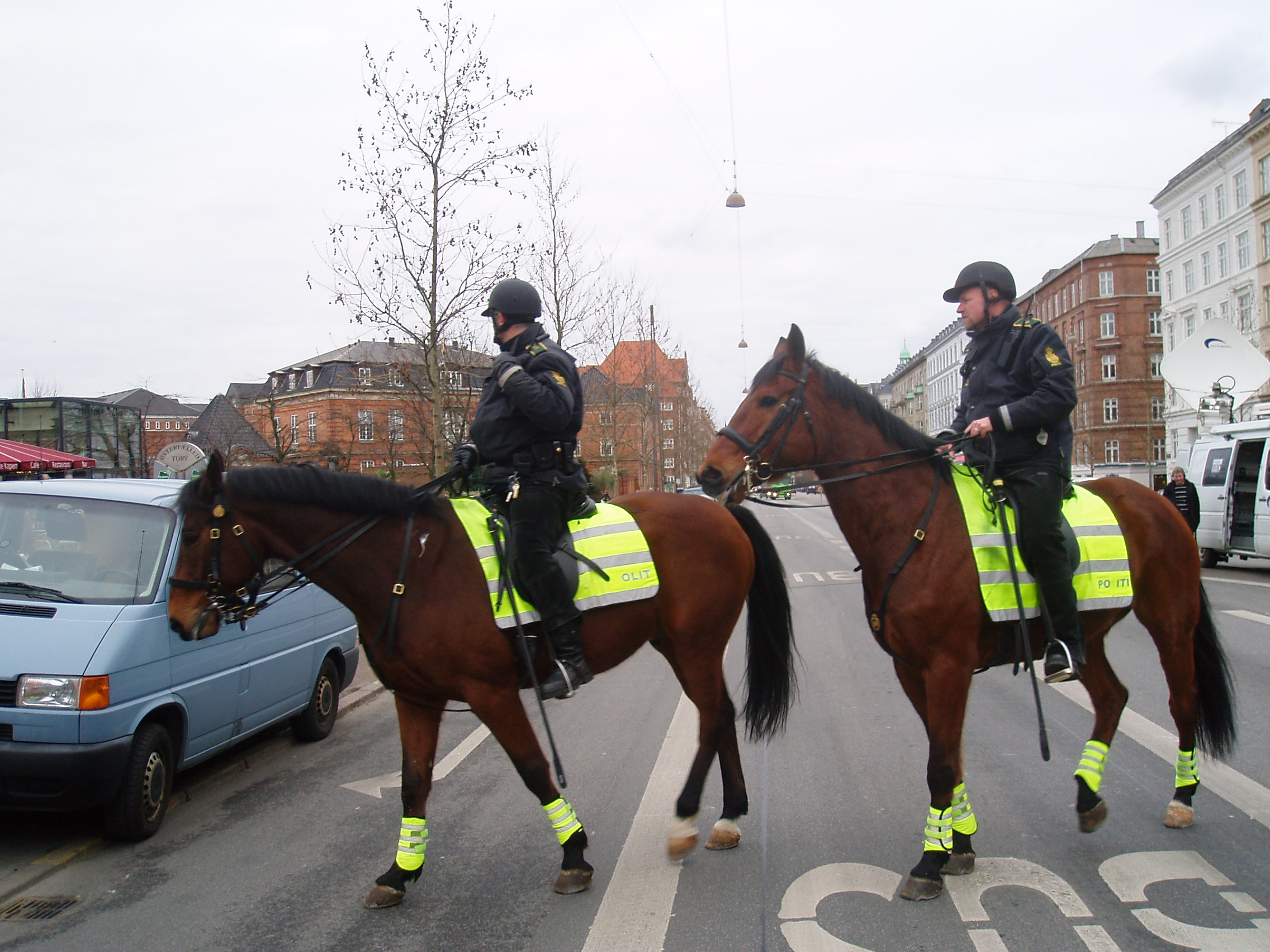
Конная полиция

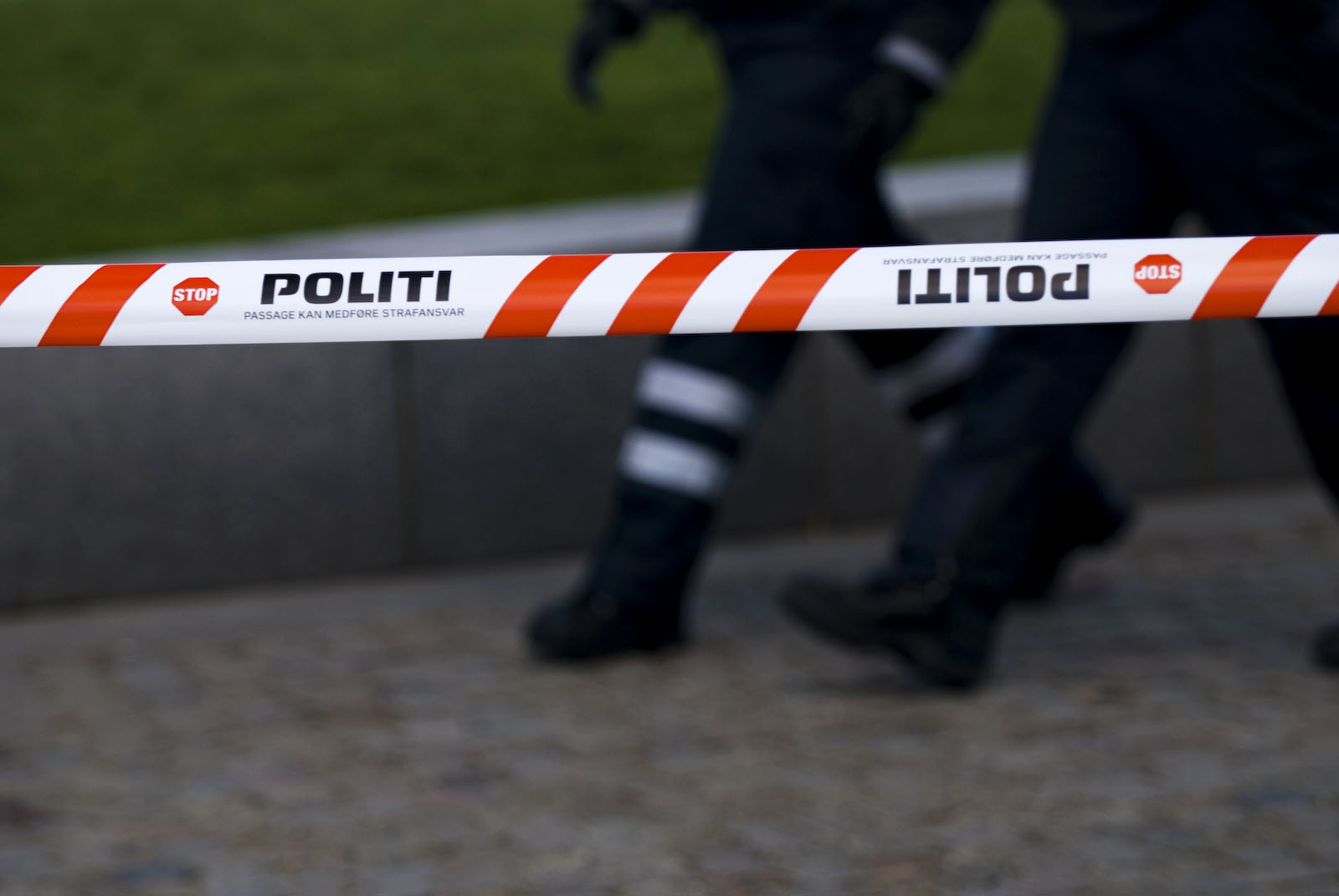
Линия полиции с предупреждением

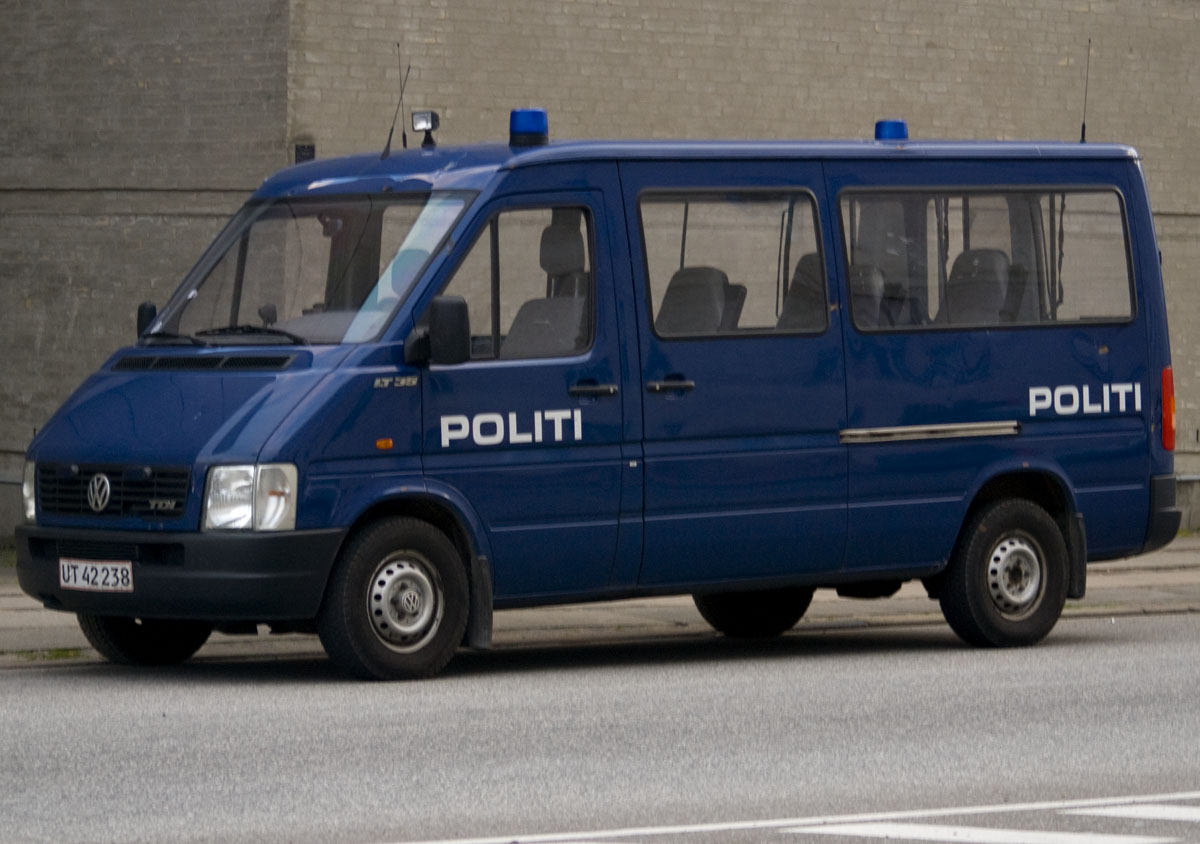
Автомобиль датской полиции

## Организация
Деление полиции Дании состоит из 12 округов, каждый из которых управляется директором, и двух второстепенных округов в Гренландии и Фарерских островах, которыми управляет местный начальник полиции. Район Копенгагена несколько иначе организован из-за своего размера и задач.

## Полицейское ополчение

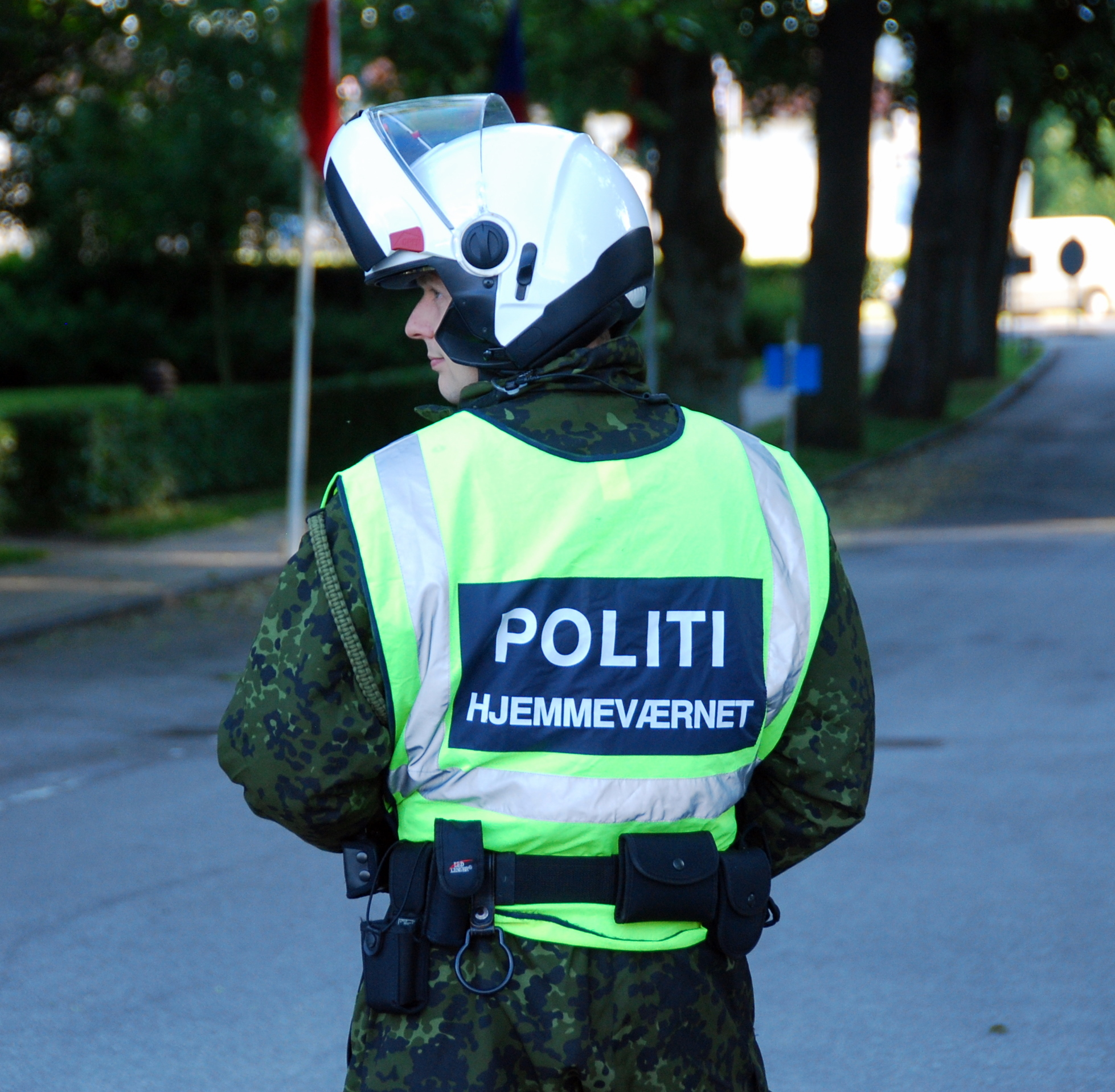
Оператор мотоцикла полицейского ополчения

Датская полиция может вызвать на помощь полицейское ополчение (дат. Politihjemmeværnet). Оно состоит из 47 рот, каждую из которых возглавляют профессиональные полицейские.
Добровольцы в основном используются для управления движением на фестивалях, поиска жертв и охраны общественных объектов и никогда не используются в задачах, связанных с прямым столкновением с гражданским населением (борьба с беспорядками или запланированные аресты).
Они носят обычную повседневную боевую форму, зеленые береты и ярко-желтые жилеты с надписью «POLITI HJEMMEVÆRNET» («ОПОЛЧЕНИЕ ПОЛИЦИИ»).
Однако всё полицейское ополчение всегда находится под надзором гражданской полиции.

## Военная полиция

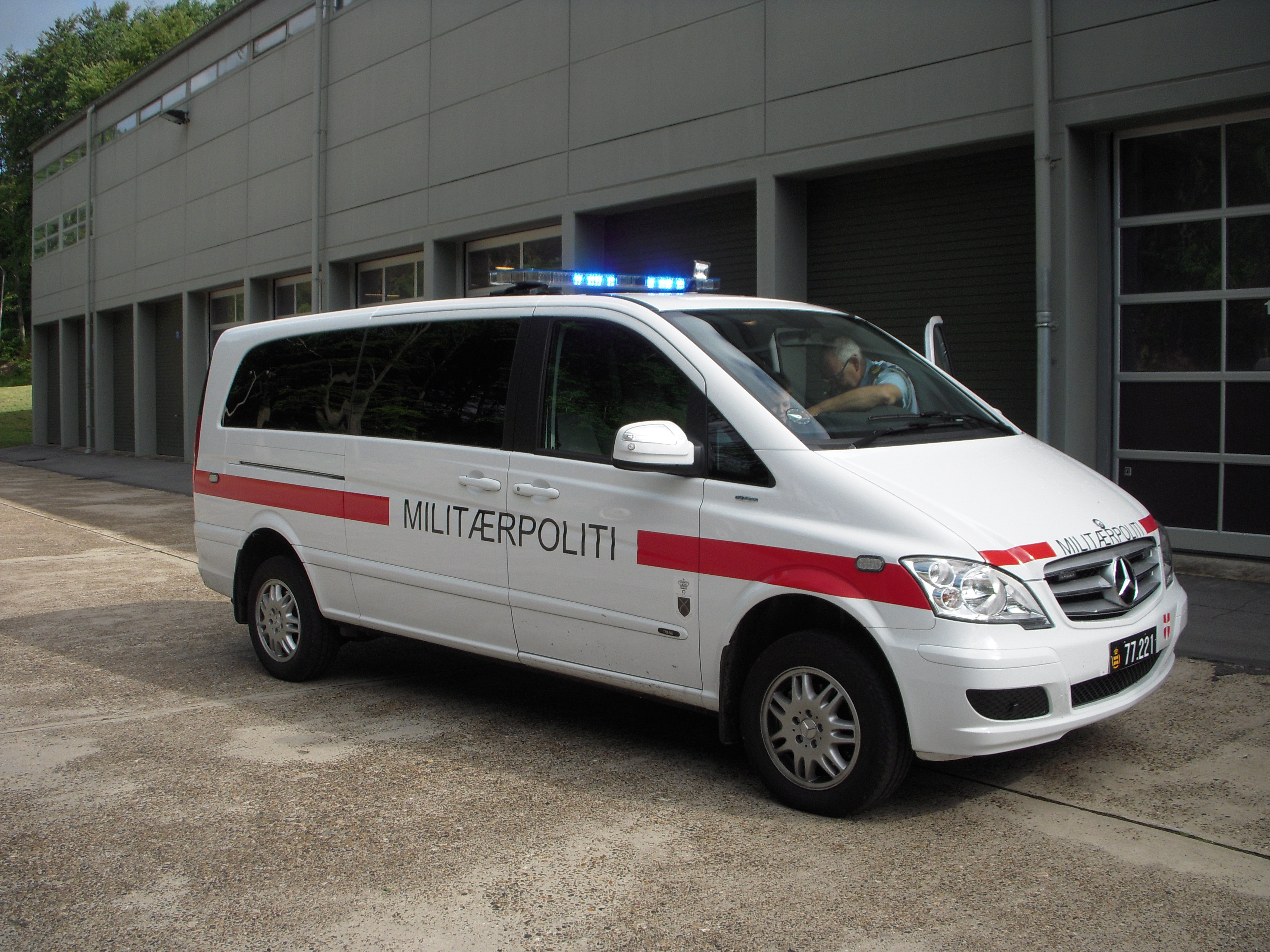
Датская военная полиция

Военная полиция (ВП) Дании является полицейским подразделением. Персонал ВП обычно носит либо специальную демонстрационную парадную форму с белыми отметинами на плечах ВП, либо обычную повседневную боевую форму с красным беретом.
Персонал ВП обычно не имеет какой-либо юридической силы над гражданскими лицами в невоенных местах, а имеет только над военным персоналом и над всеми на военными объектами (также в общедоступных местах — таких как военно-морская база Холмен в Копенгагене), в зданиях, где размещается Министерство Обороны, королевские дворцы (например, дворец Амалиенборг) и части дворца Кристиансборг. В некоторых случаях сотрудники ВП могут оказывать поддержку гражданской полиции в выполнении определенных задач, но будут иметь лишь немного больше юридических полномочий, чем гражданские лица, подобно полицейскому ополчению.